# Nicolás Gómez Dávila
Nicolás Gómez Dávila (ur. 18 maja 1913 w Bogocie, zm. 17 maja 1994 tamże) – kolumbijski myśliciel, filozof i teolog polityczny.
Nicolás Gómez Dávila urodził się 18 maja 1913 roku w Bogocie. Jego ojciec był zamożnym kupcem i przemysłowcem. W 1919 roku, gdy miał 6 lat, rodzina wyjechała do Europy, a młody Gómez Dávila kształcił się w kolegium benedyktyńskim. Tam Gómez zachorował na przewlekłe zapalenie płuc, które przykuło go do łóżka na 2 lata. W związku z chorobą, zamiast uczęszczać do zwykłych szkół, pobierał indywidualne lekcje u filologów klasycznych i filozofów. To zaowocowało u niego ogromnym uwielbieniem dla literatury klasycznej, które — po powrocie w latach 30. XX wieku — przyczyniło się do budowy ogromnej prywatnej biblioteki zawierającej około 30 tysięcy woluminów. Nigdy nie podjął nauki na uczelni wyższej.
W 1936 powrócił do ojczyzny i w rok później ożenił się z Emilią Nieto Ramos (1909–1995). Mieli troje dzieci, dwóch synów i córkę.
W 1948 roku przyczynił się do ufundowania Uniwersytetu Andyjskiego w Bogocie.
W 1954 jego brat wydał prywatnym nakładem pierwszą książkę Gómeza Dávili. Był to zbiór notatek i aforyzmów pod tytułem Notas I (drugi tom nigdy się nie ukazał). Wydrukowano tylko 100 kopii, które zostały rozdane jako prezenty dla przyjaciół. Podobnie stało się z wydanym pięć lat później tomem Textos I.
Gómez nigdy nie przyjął propozycji obejmowania stanowisk związanych z polityką (proponowano mu np. stanowisko ambasadora w Londynie) i całe życie był krytykiem i przeciwnikiem demokracji. Ze szczególnym naciskiem krytykował koncepcję suwerenności ludu jako bezpodstawne i niebezpieczne odrzucenie suwerenności Boga. Współczesne ideologie, takie jak: liberalizm moralny, demokracja, socjalizm były głównym celem ataków Gómeza, ponieważ uważał, że świat pod ich wpływem ulega dekadencji i zepsuciu. Nie mógł się również pogodzić z decyzjami Soboru Watykańskiego II, które zmieniły stosunek Kościoła do wolności religijnej, a także przedstawicieli innych wyznań (Kiedy Kościołowi nie udało się skłonić ludzi, aby praktykowali to, czego naucza, współczesny Kościół postanowił nauczać tego, co ludzie praktykują). Jako katolicki tradycjonalista uważał je za zerwanie z Nieomylnym Magisterium.
Podobnie jak Juan Donoso Cortés, Gómez Dávila uważał, że wszelkie błędy polityczne ostatecznie wynikają z błędów teologicznych. Dlatego jego filozofię można scharakteryzować jako pewną formę teologii politycznej.
Zmarł 17 maja 1994 roku w swej domowej bibliotece w Bogocie. Jego publikacje zostały przetłumaczone na niemiecki, włoski, francuski i polski.

## Twórczość
W Polsce ukazały się następujące teksty:
- Nicolás Gómez Dávila, Następne scholia do tekstu implicite, przekł. z hiszp., oprac. wyd. pol. i wstęp Krzysztof Urbanek, Furta Sacra, Warszawa 2006.
- Nicolás Gómez Dávila, Nowe scholia do tekstu implicite. Tom I, tłum. Krzysztof Urbanek, Furta Sacra, Warszawa 2007.
- Nicolás Gómez Dávila, Nowe scholia do tekstu implicite. Tom II, tłum. Krzysztof Urbanek, Furta Sacra, Warszawa 2009.
- Autorzy różni, Między sceptycyzmem a wiarą. Nicolás Gómez Dávila i jego dzieło, Bogna J. Obidzińska, Krzysztof Urbanek [red., red.], Furta Sacra, Warszawa 2008.
- Autorzy różni, Oczyszczenie inteligencji. Nicolás Gómez Dávila – myśliciel współczesny?, Krzysztof Urbanek [red.], Furta Sacra, Warszawa 2010.
- Autorzy różni, Prawdziwy reakcjonista. Nicolásowi Gómezowi Dávili w stulecie urodzin, Krzysztof Urbanek [red.], Furta Sacra, Warszawa 2013.
- Nicolás Gómez Dávila, Scholia do tekstu implicite, tłum. Krzysztof Urbanek, Furta Sacra, Warszawa 2014 (wszystkie pięć tomów scholiów w jednym).
- Nicolás Gómez Dávila, Teksty, tłum. Krzysztof Urbanek, Furta Sacra, Warszawa 2017 (zawiera esej "De iure").